# Sahit Prizreni
Sahit Prizreni (Kukës, 23 de febrero de 1983) es un deportista albanés que compitió en lucha libre.
Ganó una medalla de bronce en el Campeonato Mundial de Lucha de 2007 y una medalla de plata en el Campeonato Europeo de Lucha de 2011, ambas en la categoría de 60 kg.
Participó en tres Juegos Olímpicos de Verano, entre los años 2004 y 2016, y fue el abanderado de Albania en la ceremonia de apertura de los Juegos Olímpicos de Pekín 2008.

## Palmarés internacional
| Campeonato Mundial | Campeonato Mundial  | Campeonato Mundial | Campeonato Mundial |
| Año                | Lugar               | Medalla            | Categoría          |
| ------------------ | ------------------- | ------------------ | ------------------ |
| 2007               | Bakú (Azerbaiyán)   | Medalla de bronce  | 60 kg              |
| Campeonato Europeo |                     |                    |                    |
| Año                | Lugar               | Medalla            | Categoría          |
| 2011               | Dortmund (Alemania) | Medalla de plata   | 60 kg              |